# Ormenis antoniae
Ormenis antoniae är en insektsart som beskrevs av Melichar 1902. Ormenis antoniae ingår i släktet Ormenis och familjen Flatidae. Utöver nominatformen finns också underarten O. a. ricanoides.